# Leo Delcroix
Leo Delcroix (ur. 21 listopada 1949 w m. Kalmthout, zm. 2 listopada 2022 w m. Genk) – belgijski i flamandzki polityk i samorządowiec, senator, w latach 1992–1994 minister obrony.

## Życiorys
Absolwent prawa oraz filologii klasycznej na Katholieke Universiteit Leuven. Pracował jako nauczyciel, a także dyrektor przedsiębiorstwa.
Działacz Chrześcijańskiej Partii Ludowej (przekształconej później w partię Chrześcijańscy Demokraci i Flamandowie), w latach 1984–1991 był sekretarzem krajowym swojego ugrupowania. W latach 1991–1995 senator dokooptowany. Od marca 1992 do grudnia 1994 sprawował urząd ministra obrony w rządzie, którym kierował Jean-Luc Dehaene. W 1995 był radnym miejscowości Genk, a w latach 1995–1999 posłem do Parlamentu Flamandzkiego. W tych samych latach jako przedstawiciel regionalnego parlamentu ponownie wchodził w skład federalnego Senatu.
Później związany z sektorem prywatnym. Wyznaczany na rządowego komisarza do spraw Expo 2010 i Expo 2015. Do 2019 pełnił funkcję prezydenta Uniwersytetu w Hasselt.
Odznaczony Orderem Leopolda II klasy (1999).